# Roderick Rijnders
Pour les articles homonymes, voir Rijnders.
Roderick Falesca Renée Trygvae Rijnders, dit Rody Rijnders, né le 1er mars 1941 à Balikpapan en Indonésie et mort le 15 janvier 2018, est un rameur d'aviron néerlandais. 

## Carrière
Roderick Rijnders participe aux Jeux olympiques d'été de 1968 à Mexico et remporte la médaille d'argent en deux barré avec ses coéquipiers Hadriaan van Nes et Herman Suselbeek.